# Parla patois
 (mars 2023).
Si vous disposez d'ouvrages ou d'articles de référence ou si vous connaissez des sites web de qualité traitant du thème abordé ici, merci de compléter l'article en donnant les références utiles à sa vérifiabilité et en les liant à la section « Notes et références ».
Albums de Massilia Sound System
Chourmo
(1993)
Parla patois est un album de Massilia Sound System sorti en 1992.

## Liste des titres
| No  | Titre                           | Durée |
| --- | ------------------------------- | ----- |
| 1.  | Ara Lo Traobar Es Dins la Dansa | 1:24  |
| 2.  | Lo Oai                          | 3:21  |
| 3.  | Joyeux Voyous                   | 3:51  |
| 4.  | Canon Es Canon                  | 3:29  |
| 5.  | La Rasbalha                     | 4:22  |
| 6.  | Violent                         | 3:37  |
| 7.  | Reggae Fadoli                   | 3:16  |
| 8.  | Rasbalha Dub                    | 5:29  |
| 9.  | Parla Patois!                   | 4:36  |
| 10. | Connais Tu Ces Mecs             | 4:33  |
| 11. | Fai Pas Lo Morre                | 4:07  |
| 12. | Stop the Cono                   | 3:37  |
| 13. | Piim (Pt. 2)                    | 4:15  |
| 14. | A Canti, As                     | 3:46  |
| 15. | Parla Dub                       | 2:47  |